# Аз-Зарият
Аз-За́рия́т (араб. الذاريات — Рассеивающие) — пятьдесят первая сура Корана. Сура мекканская.  Состоит из 60 аятов.

## Содержание
Сура начинается с клятвы, что воскресение и воздаяние — непреложная истина. Затем следует клятва, что те, которые отвергают посланника, противоречивы в том, что они говорят о посланнике Аллаха и о Коране.
В суре рассказывается история посланника Ибрахима и его гостей-ангелов, а также о некоторых прежних народах и постигшей их гибели за то, что они отвергли своих пророков. Далее в суре вкратце указывается на некоторые знамения во Вселенной. Сура призывает обратиться к Аллаху и поклоняться только ему одному.

 Клянусь рассеивающими прах! ۝ Клянусь несущими бремя! ۝ Клянусь плывущими легко! ۝ Клянусь распределяющими дела! ۝ Обещанное вам есть истина, ۝ и суд непременно наступит. ۝ Клянусь небом, обладающим прекрасным обликом (или небом, обладающим мощью; или небом со звёздами)! ۝ Ваши (неверующих) слова противоречивы. ۝ Отвращён от него (Мухаммада или Корана) тот, кто был отвращён. ۝ Да будут убиты лжецы, ۝ которые окутаны невежеством и беспечны! 
—  51:1—11 (Кулиев)